# DOSAAF
La DOSAAF (en russe : ДОСААФ, acronyme de Добровольное общество содействия армии, авиации и флоту qui signifie littéralement « Société bénévole d'assistance à l'armée, l'aviation et la flotte ») est en Union soviétique, puis, en Russie l'organisme d'État chargé de consolidation de la sécurité nationale, la propagande de la tradition militaire dans la population, la préparation de la jeunesse au service militaire obligatoire, la popularisation des sports notamment du sport aérien, vol à voile, parachutisme, compétition automobile, sport motocycliste, radiogoniométrie sportive, sports sous-marins, sport canin.

## Histoire
Le prédécesseur de DOSAAF fut la Société d'assistance à la défense, à l'aviation et à la construction chimique (OSOAVIAHIM), créée en 1927. En 1948, sur sa base on a formé trois sociétés indépendantes - DOSARM, DOSAV et DOSFLOT. En 1951, ces sociétés sont unies en DOSAAF.
DOSAAF éditait les périodiques Voennye znania [Connaissance militaire], Sovetski patriot [Patriote soviétique], Radio, Krylia Rodiny [Ailes de la Patrie], les bulletins, les affiches et les livres, les films de propagande.
DOSAAF avait sa propre charte, drapeau et emblème. Son travail était supervisé par les organes du PCUS et s'effectuait en collaboration avec les cellules du Komsomol, les associations sportives et les syndicats professionnels.
Un comité central dirigé par le président, les comités républicains, régionaux, municipaux et de district sont créés pour diriger le travail de DOSAAF. Les cellules de DOSAAF existaient au sein des usines, kolkhozes, sovkhozes, établissements d'enseignement, comités du logement etc.
Après la dislocation de l'URSS, en 1991, DOSAAF a été rebaptisé ROSTO (РОСТО - Российская оборонная спортивно-техническая организация), puis, en 2009, l'appellation DOSAAF revient en précisant qu'il s'agit de l'organisation DOSAAF de Russie (ДОСААФ России).

## Président du Comité Central de DOSAAF
- 1951-1953 : Vassili Kouznetsov, colonel général
- 1953-1955 : Nikolaï Gritchine (ru), commissaire politique de Voyska PVO, lieutenant-général
- 1955-1960 : Pavel Belov, héros de l'Union soviétique, colonel général
- 1960-1964 : Dmitri Leliouchenko, commandant militaire soviétique
- 1964-1972 : Andreï Getman (en), membre du groupe d'inspecteurs généraux du ministère de la Défense de l'URSS.
- 1972-1981 : Alexandre Pokrychkine, aviateur, as de la Seconde Guerre mondiale
- 1981-1988 : Andreï Getman (en), héros de l'Union soviétique
- 1988-1991 : Nikolaï Kotlovtsev (ru), colonel général